# Muzej lepih umetnosti v Rouenu
Muzej lepih umetnosti v Rouenu (fr.:  musée des Beaux-Arts de Rouen) je muzej umetnosti v Rouenu, v severni Franciji. Ustanovljen je bil leta 1801 po naročilu Napoleona I., trenutna stavba je bila zgrajena med letoma 1880 in 1888 in obnovljena v celoti leta 1994. V njem so slike, kipi, risbe in dekorativne umetnostne zbirke.

## Zgodovina
Stavba v kateri je muzej, je bila zgrajena med letoma 1877 in 1888. Zasnoval jo je arhitekt Louis Sauvageot in je bila izvedena v dveh fazah: prvo krilo je bilo zgrajeno med 1877-1880 vzdolž Rue Thiers (trenutna ulica Lecanuet), drugo krilo in osrednja stavba in knjižnica so bile zgrajene od leta 1884 do 1888. Ob glavnem vhodu v muzej sta dva kipa kiparja Josepha Tournoisa, ki prikazujejo  Nicolasa Poussina in Michela Anguiera, dva znana umetnika po rodu iz Normandije.
Muzej ima zbirko slik, skulptur, risb in umetnosti od renesanse do današnjih dni, vključno z redko zbirko ruskih ikon od 15. do začetka iz 19. stoletja. Muzej je izjemna zbirka Depeaux, dosledna v slikah, podarjena leta 1909, kar ga postavlja v ospredje francoskih pokrajinskih muzejev impresionizma.
Razstavni prostor hrani več kot 8.000 kosov slik, ki segajo od renesanse do 20. stoletja. Muzej gosti občasne razstave kakor tudi sodobne umetniške razstave. V letu 2006 na primer, so organizirali osem muzejskih razstav, vključno z "Mojstrovine Firenških muzejev", ki jih je obiskalo od 87.000 do 154.000 obiskovalcev. V letu 2010 je v okviru festivala Impresionisti Normandije 2010 potekala razstava "Mesto za impresionizma: Monet, Pissarro in Gauguin v Rouenu", ki je privabila več kot 240.000 obiskovalcev.
Stalne zbirke so na ogled v 60 sobah. Muzej prejema nekaj sredstev od sponzorjev. V letu 2007 je znašal proračun za nakup 150.000 €. Ima status Musée de France.

## Slike
Zbirka slika je v posebej zanimiva: zastopane so vse evropske šole od 15. do 21. stoletja. Med večjimi slikarji, čigar dela se vidijo v muzeju lahko najdemo:
- slikarji 16. stoletja kot: Perugino, Gérard David, François Clouet, Veronese, Jacopo Bassano and Annibale Carracci.
- dela slikarjev 17. stoletja kot: Peter Paul Rubens , Van Dyck, Caravaggio, Guercino, Luca Giordano, Diego Velázquez, Jusepe de Ribera, Philippe de Champaigne, Simon Vouet, Pierre Mignard, Laurent de La Hyre, Nicolas Poussin, Eustache Le Sueur in John Michael Wright.
- slikarji 18. stoletja kot: Hyacinthe Rigaud, Fragonard, François Boucher, Francesco Guardi, Pietro Longhi, Hubert Robert and Élisabeth Vigée Le Brun.
- 19. in 20. stoletje je še posebej dobro zastopano s številnimi mojstrovinami in vrhunskimi impresionističnimi zbirkami. Slike od Davida, Ingresa, Géricaulta, Delacroixa, Édouard Joseph Dantan, Corota, Gustave Moreauja, Caillebotteja, Sisleya, Renoirja, Pissarroja, Carrièreja, Degasa in Moneta so predstavnice te dobe. Slike 20. stoletja predstavljajo Raoul Dufy, André Derain, Édouard Vuillard, Amedeo Modigliani, Jacques Villon, Marcel Duchamp, Jean Dubuffet in Robert Antoine Pinchon.

## Drugo
Med kipi so dela kiparjev: Pierre Puget, Théodore Géricault, David d'Angers, Antoine Bourdelle, Raymond Duchamp-Villon, Alexandre Archipenko, Jacques Lipchitz itd.
Grafike predstavljajo več kot 8000 kosov. Avtorji risb so: Jean-Antoine Watteau, Théodore Géricault, Eugène Delacroix, Gustave Moreau, Simon Vouet, Giovanni Battista Tiepolo, Dominique Ingres, Edgar Degas in Amedeo Modigliani.
Muzej ima tudi obsežno zbirko ruskih ikon iz šestnajstega do začetka devetnajstega stoletja.
Muzej lepih umetnosti v Rouenu je izgubil kip Pierre Paul Pugeta. Ta kip Heraklej pobija Hidro iz Lerna je bil prvotno v gradu Vaudreuil, in ga je odkril leta 1882 Adolphe-André Porée v gradu Biéville-Beuville.

## Izbrana dela
- Gérard David, Marija med devicami
- François Clouet, Kopanje Diane
- Caravaggio, Kristus ob stebru
- Diego Velázquez, Demokrit
- Théodore Géricault, Ujetje konja
- Charles Marie Bouton, Chapelle du Calvaire dans l'église Saint-Roch
- Théodore Géricault, Sivo beli arabski konj
- Claude Monet, Rue Saint-Denis
- Alfred Sisley, Poplava v Port-Marly
- Amedeo Modigliani, Paul Alexandre pred vitrajem
- Robert Antoine Pinchon, Most nad Anglais, zahajajoče sonce, 1905. Zbirka Françoisa Depeauxa
- Robert Antoine Pinchon, pred 1909, Čolni v megli, olje na platno, 54 x 73 cm, donacija Françoisa Depeauxa, 1909